# トレバー・ノア

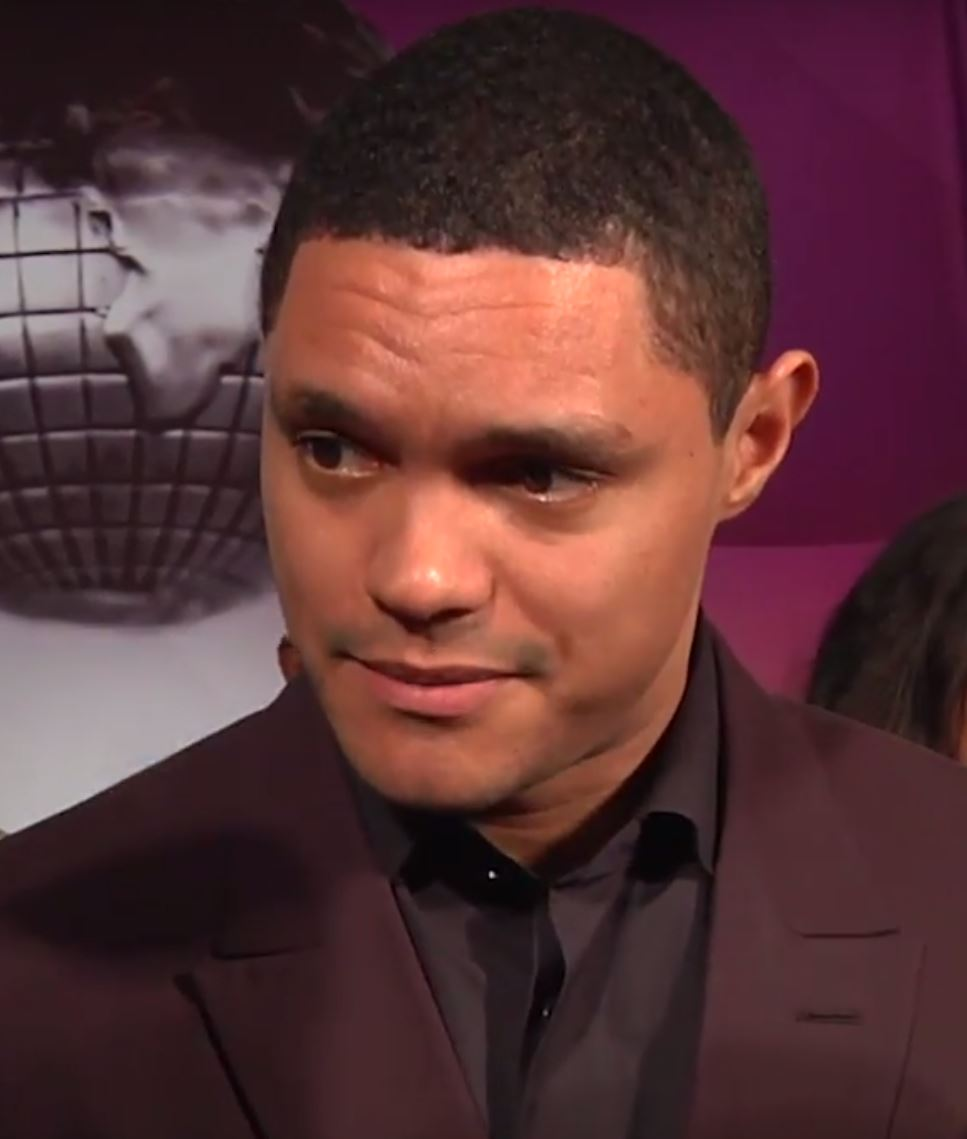

トレバー・ノア（英語: Trevor Noah、1984年2月20日 - 、トレヴァー・ノアと表記することもある）は、南アフリカ出身のコメディアン、作家、プロデューサー、政治評論家、俳優。コメディ・セントラルでアメリカ合衆国の風刺ニュース番組、『ザ・デイリー・ショー』のホストをつとめた（2015-22）。

## 来歴
アパルトヘイト体制下の南アフリカ共和国で、コサ民族の血を引く黒人の母パトリシアと、ドイツ系スイス人の白人の父との間に生まれた。当時の南アフリカでは白人と黒人の結婚は違法で、法を破った者には5年投獄という罰則があった。だが異なる人種間の性交を違法とする背徳法（1927-）や結婚を禁止する雑婚禁止法（1949-）は、トレバーが生まれた翌年1985年になくなった 。それでも人種別に住居を厳密に定める集団地域法（1950-）は1991年に国会で撤廃が宣言されるまで存在したため、周りの子供より色の白いトレバーは「カラード（混血）」に「分類」され、通報されると母親たちと一緒に住めなくなる、それを恐れた家族から家の外へあまり出してもらえなかったという 。
20代半ばから、母国でものまねを混じえたスタンダップコメディアンとして人気を博す。その後アメリカへと拠点を移し、2015年より『ザ・デイリー・ショー』のホストをジョン・スチュワートから引き継いで視聴者層の拡大に貢献した。2023年エラスムス賞受賞。

## 私生活
女優のミンカ・ケリーと交際していたが、2021年５月に破局が報じられた。

## 著書
- 『トレバー・ノア　生まれたことが犯罪！？』齋藤慎子訳、英治出版、2018。